# Тарпонообразные

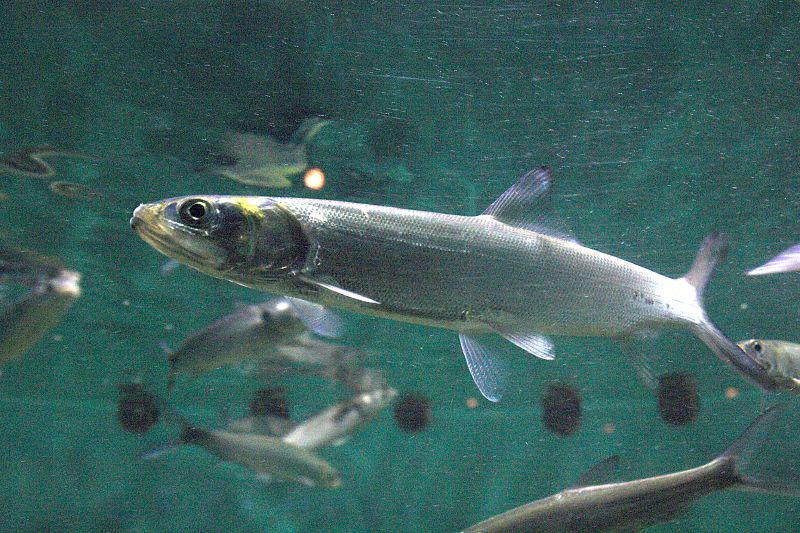
Большеглазая сельдь (Elops saurus)

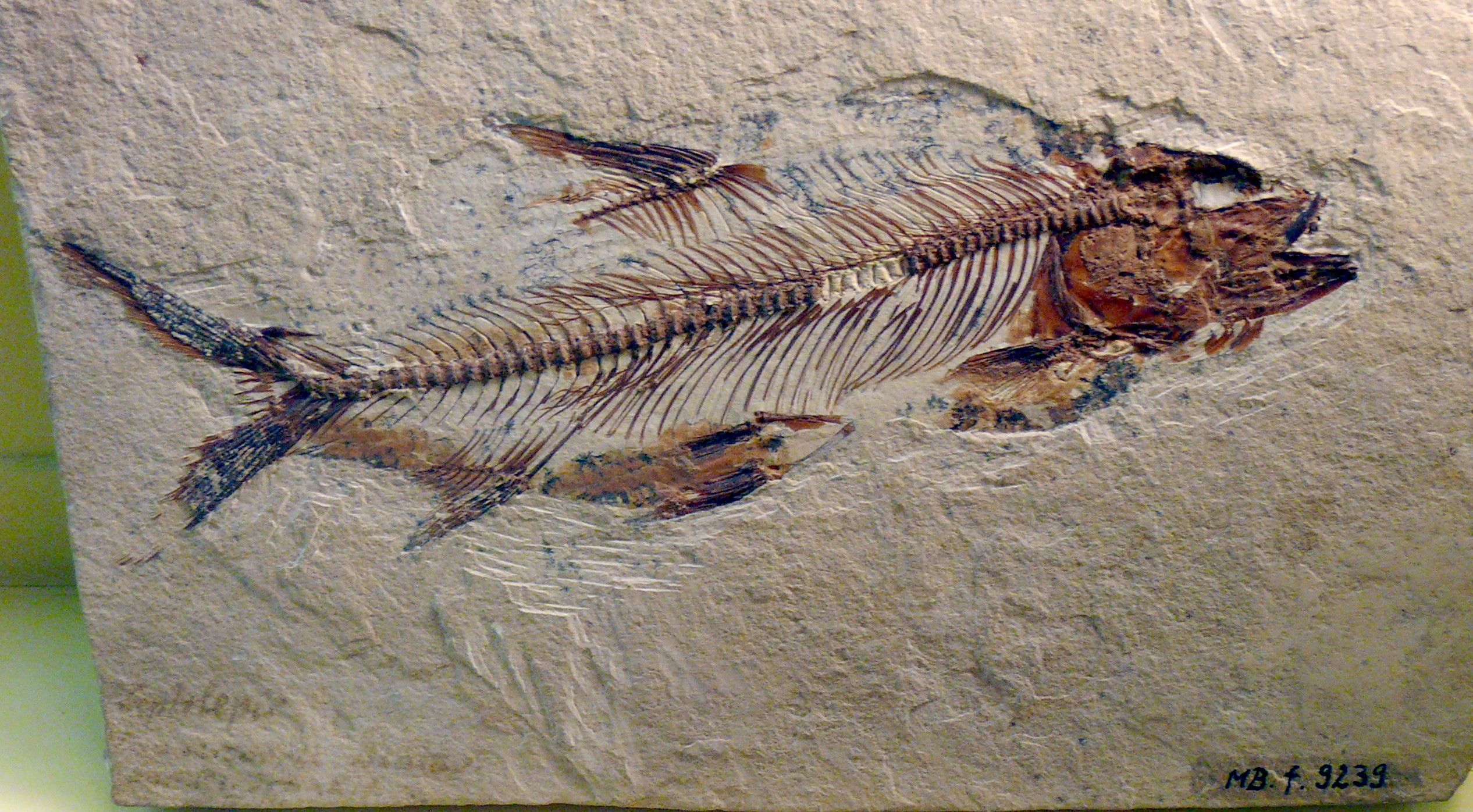
Aethalion knorri из Музея естествознания (Берлин) в Берлине

Тарпонообразные, или элопсообразные (лат. Elopiformes) — отряд лучепёрых костных рыб. Древняя группа рыб, известная с юрского периода в Европе, Азии и Африке. Распространены в тропических и субтропических водах Атлантического, Индийского и Тихого океанов. Морские рыбы, иногда заходят в опресненные и пресные воды. Довольно крупные рыбы, атлантический тарпон (Megalops atlanticus) достигает 2,5 м в длину и массы 161 кг, самый мелкий вид — Elops smithi из Западной Атлантики — вырастает до 44 см. Некоторые виды представляют интерес для коммерческого промысла.

## Описание
Стройное и сжатое с боков сельдевидное тело вплоть до затылка покрыто округлой циклоидной чешуёй. Жаберные отверстия широкие. Голова голая. Рот большой, конечный или полуверхний, верхняя челюсть доходит до вертикали середины глаза или же заметно заходит за вертикаль заднего края глаза. Глаза большие, с жировым веком. Хорошо развита срединная гулярная (горловая) пластина, имеются мезокоракоид и постклейтрумы. Жаберные перепонки разобщены, межжаберный промежуток отсутствует. Лучей жаберной перепонки 23—35. Брюшные плавники расположены на брюхе. Хвостовой плавник глубоко раздвоен.
Личинки тарпонообразных, как и у угреобразных, называются лептоцефалами. Максимальная длина 5 см. Хвостовой плавник у личинок, как и у взрослых рыб, вильчатый, число миомеров 53—86.

## Классификация
В отряде 2 современных семейства с 9 видами:
- Семейство Elopidae — Элопсовые
  - Род Elops — Элопсы
    - Elops affinis Regan, 1909 — Мексиканский элопс, или мексиканская большеглазая сельдь
    - Elops hawaiensis Regan, 1909 — Гавайский элопс
    - Elops lacerta Valenciennes, 1847 — Африканский элопс
    - Elops machnata (Forsskål, 1775) — Большеглазый тихоокеанский элопс
    - Elops saurus Linnaeus, 1766 — Большеглазая сельдь
    - Elops senegalensis Regan, 1909 — Сенегальский элопс
    - Elops smithi McBride, C. R. Rocha, Ruiz-Carus & Bowen, 2010
- Семейство Megalopidae — Тарпоновые
  - Род Megalops — Тарпоны
    - Megalops atlanticus Valenciennes, 1847 — Атлантический тарпон
    - Megalops cyprinoides (Broussonet, 1782) — Индо-тихоокеанский тарпон
- Род † Elopsomolos — поздний юрский период Германии.